# Annie Sophie Cory
Annie Sophie Cory, nome di battesimo di Victoria Cross (Rawalpindi, 1º ottobre 1868 – Lanzo d'Intelvi, 1952), è stata una scrittrice indiana, autrice di romanzi spesso ambientati in Oriente ed associati alla corrente femminista delle cosiddette New Women.

## Biografia
Annie Sophie nacque in una famiglia inglese residente in India, terza di tre sorelle: le altre erano Isabel Edith e Adela Florence, quest'ultima nota anche come Laurence Hope, pseudonimo per la sua attività di poetessa. Suo padre, il colonnello Arthur Cory, era anche uno degli editori del quotidiano Civil and Military Gazette. Annie crebbe in India ma passò almeno parte della sua giovinezza in Europa, dove si dedicò alla sua istruzione.
Fu in'instancabile viaggiatrice, e questo è uno dei motivi per cui non è semplice scrivere una biografia precisa su di lei: "Her own reclusiveness, her use of pseudonyms, and the habit of living a peripatetic life in foreign hotels, ensured that little personal publicity appeared, and she acquired, as far as one can see, no circle of intimates, either within or without the literary world.".
Tuttavia, sappiamo che non si sposò mai, ma che probabilmente ebbe una relazione con suo zio Heneage McKenzie Griffin, che accompagnò l'autrice in molti dei suo viaggi per il mondo. Dopo la morte di lui, avvenuta nel 1939, Cory visse per di più in Svizzera e a Montecarlo, e morì a Lanzo d'Intelvi, in provincia di Como.

## Opere
La seguente lista è presa da A Companion to On-line & Off-line Literature.
- The Woman Who Didn't (1895; titolo originale: Consummation; reintitolata dall'editore John Lane per far apparire il romanzo di Cross come una risposta a The Woman Who Did di Grant Allen)[3]
- Paula (1896)
- A Girl of the Klondike (1899)
- Anna Lombard (1901)
- Six Chapters of a Man's Life (1903)
- To-morrow? (1904)
- The Religion of Evelyn Hastings (1905)
- Life of My Heart (1905)
- Six Women (1906)
- Life's Shop-Window (1907)
- Five Nights (1908)
- The Eternal Fires (1910)
- The Love of Kusuma (1910)
- Self and the Other (1911)
- The Life Sentence (1912)
- The Night of Temptation (1912)
- The Greater Law (aka Hilda Against The World) (1914)
- Daughters of Heaven (short stories, 1920)
- Over Life's Edge (1921)
- The Beating Heart (1924)
- Electric Love (1929)
- The Unconscious Sinner (aka The Innocent Sinner) (1931)
- A Husband's Holiday (1932)
- The Girl in the Studio (1934)
- Martha Brown, MP (1935)
- Jim (1937)